# Johannes von Ehrenberg

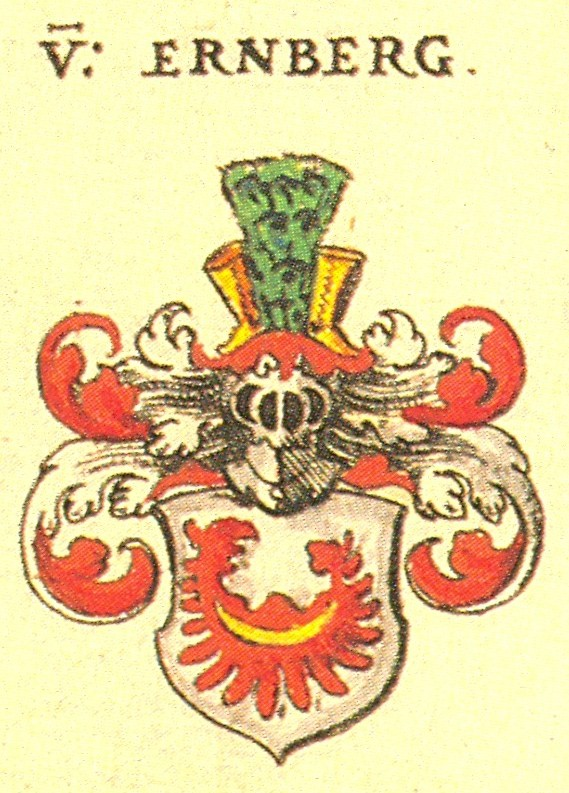
Wappen der Familie von Ehrenberg (Ernberg) nach Siebmachers Wappenbuch

Johannes von Ehrenberg, öfter auch Ernberg (* um 1485; † 3. November 1544) war ein adeliger Domherr im Erzbistum Mainz, im Bistum Speyer und im Bistum Worms, sowie Rektor der Universität Heidelberg.

## Herkunft und Familie
Er entstammte dem alten Adelsgeschlecht 
von Ehrenberg und war der Sohn des Albrecht von Ehrenberg und seiner Gattin Brigitta geb. von Venningen, Tochter des Siegfried von Venningen und der Brigitta geb. von Enslingen. Sein Bruder Heinrich († 1540) amtierte als Domherr in Speyer und Mainz, drei  Brüder des Vaters waren ebenfalls Geistliche; Johannes († 1513) Domkapitular und Kustos in Speyer, Gerhard († 1498) Domkapitular und Scholaster in Mainz und Heinrich († 1505) Domherr in Worms sowie Speyer. Geschwister der Mutter waren Florenz von Venningen (1466–1538), Kanzler der Kurpfalz, Siegfried von Venningen, Domherr in Speyer und Margaretha von Venningen, ab 1485 Äbtissin des Klosters Rosenthal. Seine Cousine Veronika (Tochter des Florenz von Venningen) heiratete Philipp von Bettendorf, den Bruder des späteren Wormser Fürstbischofs Dietrich von Bettendorf.

## Leben
Johannes von Ehrenberg wurde am 5. Dezember 1505 als Wormser Domherr an der Universität Heidelberg immatrikuliert. Seit 13. August 1509 auch Inhaber der Speyerer Domherrenpräbende seines verstorbenen Onkels Heinrich, erwarb er am 11. September den akademischen Grad eines Bakkalaureus beider Rechte (kirchliches und weltliches) und trat am 21. Mai 1513, als Domherr in Mainz, Speyer und Worms, das Rektorat der Universität an.
An Stelle des verstorbenen Thomas Truchsess von Wetzenhausen avancierte Ehrenberg am 18. Juli 1523 zum Domdekan in Speyer. Die gleiche Würde und ein Kanonikat am Stift St. Viktor vor Mainz, erhielt er nach dem Tod des Amtsinhabers Lorenz Truchsess von Pommersfelden  (1473–1543), 1528 in Mainz. Bischof Philipp von Flersheim bestellte ihn 1529 zum Speyerer Dompropst. 1530 beauftragte er ihn, zusammen mit dem Hofmeister Philipp von Helmstatt, die dem Bistum zustehenden, städtischen Ämter feierlich zu vergeben und dem Rat die öffentliche Zustimmung zu den verbrieften Rechten abzuverlangen. 1533 wurde Johannes von Ehrenberg stellvertretender Stadtkämmerer von Mainz, 1538 übernahm er diese Stelle selbst und 1541 resignierte er davon. Er förderte den späteren Merseburger Bischof Michael Helding; 1531 berief er ihn zum Rektor der Mainzer Domschule und holte ihn 1533 als Geistlichen an den Mainzer Dom. Helding, auch Sidonius genannt, sollte einer der bedeutendsten deutschen Reformbischöfe seiner Zeit werden.
Ehrenberg starb 1544 und man setzte ihn im Kreuzgang des Mainzer Domes bei. Die lateinische Grabinschrift ist überliefert. Zu seinem Nachfolger als Speyerer Dompropst wählte man Georg Göler von Ravensburg (1465–1558), den Bruder des Domherrn David Göler von Ravensburg (1463–1539).